# Alison Goldfrapp
Alison Elizabeth Margaret Goldfrapp (Enfield Town, 13 mei 1966) is een Britse zangeres en producer. Ze is vooral bekend als lid van het elektronische muziekduo Goldfrapp. Begin 2023 maakte ze bekend voor het eerst als solo-act muziek te zullen uitbrengen. Haar debuutalbum The Love Invention verscheen op 12 mei 2023.

## Vroege jaren
Goldfrapp werd geboren als jongste van zes kinderen. Haar vader was legerofficier en werkte in de reclame, haar moeder was verpleegster. De achternaam Goldfrapp is van Duitse origine. Tijdens haar jeugd verhuisde het gezin regelmatig en vestigde zich uiteindelijk in Alton, waar Goldfrapp naar de katholieke Alton School ging. Deze school, waar kinderen tot 18 jaar naartoe gaan, moest ze echter verlaten nadat ze op 11-jarige leeftijd het toelatingsexamen voor het voortgezet onderwijs niet had gehaald. Ze stapte vervolgens over naar de Amery Hill School, eveneens in Alton. Op 16-jarige leeftijd ging ze in Londen in een kraakpand wonen. Aan de Middlesex University in Hendon studeerde Goldfrapp beeldende kunst.

## Muzikale carrière
In 1994 werkte Goldfrapp voor het album Snivilisation samen met het Britse muziekduo Orbital. Na het succesvol afronden van haar studie ging ze op tournee met de Britse muzikant Tricky en werkte ze mee aan zijn debuutalbum Maxinquay (1995). Vier jaar later maakte Goldfrapp kennis met de Britse componist Will Gregory. Ze richtten het duo Goldfrapp op en tekenden vervolgens een platencontract bij Mute Records. In september 1999 trokken ze zich terug in een gehuurde bungalow op het platteland van Wiltshire om daar zes maanden lang aan het filmische debuutalbum Felt Mountain (2000) te kunnen werken. Het album bleef in de Britse hitlijst steken op de 57e plek. Het tweede album Black Cherry (2003) deed het aanzienlijk beter; het bereikte de 19e plek. De opvolger Supernature (2005) betekende hun grote doorbraak. Wereldwijd werden er een miljoen exemplaren van verkocht. In het Verenigd Koninkrijk behaalde het de nummer 2-positie en ook in Ierland kwam het in de top 10 terecht. Hetzelfde gebeurde met het vierde album Seventh Tree (2008). Hierna volgden nog drie succesvolle albums. Head First (2010), Tales of Us (2013) en Silver Eye (2017) bereikten alle drie in verschillende landen de top 10.
In 2009 ontving de zangeres een eredoctoraat in de muziek van de Universiteit van Portsmouth. In 2021 ontving ze de Ivor Novello Inspiration Award.
Het Noorse muziekduo Röyksopp maakte in 2022 hun comeback door drie albums uit te brengen. Op het eerste deel, Profound Mysteries getiteld, is Goldfrapp te horen in het nummer 'Impossible'. Op het tweede deel, Profound Mysteries III, verzorgde Goldfrapp de zang voor het nummer 'The Night'. Beide nummers werden als single uitgebracht.
In januari 2023 bevestigde Goldfrapp dat ze haar eerste muziek als solo-act onder haar voor- en achternaam zou uitbrengen. Op 19 januari verscheen de single 'Digging Deeper', in februari gevolgd door de single 'Fever'. Op 16 maart kondigde Goldfrapp haar eerste soloalbum aan. The Love Invention verscheen op 12 mei 2023.

## Persoonlijk leven
Goldfrapp is dyslectisch. Ze heeft een fascinatie voor mythologie, sprookjes en het heidendom. Daarnaast valt ze zowel op mannen als op vrouwen en weigert ze zichzelf te labelen. Ze was dan ook verbaasd toen ze in 2010 door de Britse media werd ge-out als 'midlife lesbian'. In een reactie liet ze weten niet te begrijpen waarom mensen haar seksualiteit interessant vinden en stelde tevens te 'swingen' tussen beide kanten.

## Discografie
- 2023: The Love Invention